# Ramesht
Ramesht (persiska: رمشت, رَميشت) är en ort i Iran.   Den ligger i provinsen Kurdistan, i den nordvästra delen av landet, 400 km väster om huvudstaden Teheran. Ramesht ligger 1 693 meter över havet och antalet invånare är 380.
Terrängen runt Ramesht är huvudsakligen kuperad, men åt nordväst är den bergig. Ramesht ligger nere i en dal. Runt Ramesht är det ganska tätbefolkat, med 65 invånare per kvadratkilometer. Närmaste större samhälle är Mūchesh, 4,6 km väster om Ramesht. Trakten runt Ramesht består i huvudsak av gräsmarker.